# Крамарева Оксана Юріївна
Оксана Юріївна Крамарева (Крамарєва) (26 вересня 1978, Приозерне, СРСР) — українська оперна співачка (сопрано). Лауреатка Національної премії України імені Тараса Шевченка (2011). Заслужена артистка України (2015). Провела дитячі та юнацькі роки в Кам'янському. Випускниця Дніпропетровського музичного училища (нині — академія музики імені Михайла Глинки). Закінчила Харківський національний універистет мистецтв імені І. П. Котляревського (2004, клас проф. Л. Цуркан). У 2004-2005 рр — солістка Харківської опери. З 2005 р. — солістка Національної опери України.
Оперні партії: Оксана, Татьяна, Ліза («Черевички», «Євгеній Онєгін», «Пікова дама» П. Чайковського), Земфіра («Алеко» С. Рахманінова), Ярославна («Князь Ігор» О. Бородіна),Мікаела («Кармен» Ж. Бізе), Норма (однойм. опера В. Белліні), Марґарита («Фауст» Ш. Ґуно),Турандот, Тоска і мадам Баттерфлай (однойм. опери Дж. Пуччіні); Аїда («Аїда» Дж. Верді), Амєлія («Бал Маскарад» Дж. Верді), Єлизавета («Дон Карло» Дж. Верді), Абігаіль («Набукко» Дж. Верді) тощо.

## Участь у конкурсах
- 2003 — лауреатка Міжнародного конкурсу ім. А.Солов’яненка «Солов’їний ярмарок» (Україна, Донецьк, І премія)
- 2005 — лауреатка 1 премії Міжнародного конкурсу Олени Образцової (Росія, Санкт-Петербург, І премія)
- 2008 — лауреатка 2 премії і Приз глядацьких симпатій на Міжнародному конкурсі «Опералія» у місті Квебек